# Küstenstaat

Küstenstaaten

Ein Küstenstaat ist ein Staat, der vom eigenen Territorium Zugang zu mindestens einem Ozean oder dem Nebenmeer eines Ozeans hat. Staaten, die nur Zugang zu einem Binnenmeer haben, sind keine Küstenstaaten. Im Duden wird er als „an einer Küste liegender Staat“ bezeichnet.

## Beschreibung
Zurzeit sind die meisten Staaten der Erde Küstenstaaten. Staaten, die kein Gebiet auf dem Festland besitzen, werden als Inselstaaten bezeichnet. Binnenstaaten sind Staaten ohne direkten Zugang zum Meer. Zu letzteren werden auch die Anrainer des Kaspischen Meeres (Aserbaidschan, Kasachstan und Turkmenistan) gezählt, da dieses ein Binnenmeer ohne direkte Verbindung zum Weltmeer ist.
Die Nutzung von Gewässern, an denen eine Küste liegt, wird durch das Seerechtsübereinkommen geregelt und in eine „Ausschließliche Wirtschaftszone“ und einen „Festlandsockel“ (Küstenmeer). Das Küstenmeer gehört zum Staatsgebiet.
Die Ausschließliche Wirtschaftszone darf wirtschaftlich vom Küstenstaat genutzt werden, er ist auch für Forschung, Umwelt- und Meeresschutz verantwortlich. Der Küstenstaat kann einen „erweiterten Festlandsockel“ von bis zu 350 Seemeilen beanspruchen – in Einzelfällen auch darüber hinaus (mittels Antrag, Kommission zur Begrenzung des Festlandsockels).
Der Küstenstaat kann seine souveränen Rechte „zur Erforschung, Ausbeutung, Erhaltung und Bewirtschaftung der lebenden Ressourcen in der ausschließlichen Wirtschaftszone“ mittels Maßnahmen zur Sicherstellung der Einhaltung der von ihm erlassenen Gesetze ausüben. Festgehaltene Schiffe und ihre Besatzung werden mittels Kaution oder anderer Sicherheit sofort freigegeben. Die vorgesehenen Strafen für Verstöße gegen die Fischereigesetze und ähnlicher Vorschriften dürfen Haft nicht einschließen, sofern die beteiligten Staaten sie nicht vereinbart haben.

## Vorteile
Im Gegensatz zu Binnenstaaten, deren Teilnahme an der Weltwirtschaft (v. a. Handel) erschwert ist, müssen Küstenstaaten einen geringeren Anteil ihrer Exporterlöse für Transport aufwenden (Binnenstaaten ca. 15 %). Auch infrastrukturell ist dies ein Vorteil.
Manche Staaten besitzen Küsten an mehreren Ozeanen bzw. Nebenmeeren, was häufig ein besonderer Vorteil ist. Diese sind:
- Zwischen Nordsee und Atlantischem Ozean: Vereinigtes Königreich
- Zwischen Mittelmeer und Atlantischem Ozean: Frankreich, Spanien, Marokko
- Zwischen Indischem Ozean und Südchinesischem Meer: Thailand
- Zwischen Gelbem Meer und Japanischem Meer: Nordkorea
- Zwischen Mittelmeer und Rotem Meer: Ägypten, Israel
- Zwischen Pazifik und Atlantischem Ozean: Kanada, Vereinigte Staaten, Mexiko, Guatemala, Honduras, Nicaragua, Costa Rica, Panama, Kolumbien und Chile
- Russland besitzt Küsten am Arktischen Ozean, an der Ostsee, am Schwarzen Meer und am Pazifik.
- An der südafrikanischen Küste gehen Atlantischer Ozean und Indischer Ozean ineinander über.

Besonders vorteilhaft ist eine solche doppelte Küstenlage, wenn beide Küsten durch einen Kanal verbunden sind. Dies ist der Fall in Deutschland mit dem Nord-Ostsee-Kanal, in Ägypten mit dem Sueskanal und in Panama durch den Panamakanal. Als Alternative zum Panama-Kanal war im 19. Jahrhundert ein Kanal durch Nicaragua überlegt worden, seit einigen Jahren wird dieser wieder diskutiert. In Thailand ist ein Kanal durch den Isthmus von Kra seit mehr als 100 Jahren ebenfalls im Gespräch. Ein System von Kanälen (Weißmeer-Ostsee-Kanal, Wolga-Ostsee-Kanal, Wolga-Don-Kanal), das die russischen Flüsse verbindet, erlaubt die Fahrt vom Nordmeer zur Ostsee und zum Schwarzen Meer sowie zum Kaspischen Meer; zwar nicht für Seeschiffe, aber für Binnenschiffe.
Einige heutige Staaten hatten früher mehrere Küsten, haben diese aber durch Krieg verloren. Zu diesen zählen Finnland, das seinen eisfreien Hafen Petschenga am Nordmeer im Winterkrieg und endgültig nach dem Zweiten Weltkrieg an die Sowjetunion (heute Russland) verlor; Bulgarien, dessen Zugang zur Ägäis nach dem Ersten Weltkrieg an Griechenland fiel.
Einige heutige Binnenstaaten waren früher Küstenstaaten. Dies sind Bolivien, das seinen Meereszugang im Salpeterkrieg an Chile verlor; Äthiopien, das durch die Unabhängigkeit Eritreas zum Binnenstaat wurde; sowie Österreich und Ungarn, die im Ersten Weltkrieg ihre Küstengebiete an das neu gegründete Jugoslawien (heute Slowenien und Kroatien) sowie Italien verloren. Serbien hatte zur Zeit des Staatenbundes Serbien und Montenegro einen Zugang zur Adria. Dieser fiel mit der Unabhängigkeit Montenegros weg.
Manche Küstenstaaten besitzen nur einen sehr schmalen Zugang zum Meer, der eventuell sogar nur durch die Hoheitsgewässer anderer Staaten Zugang zur Hohen See bietet. Dies gilt für Slowenien, Bosnien und Herzegowina, Jordanien, den Irak und die Demokratische Republik Kongo. Staaten an Binnenmeeren haben dieses Problem ebenfalls, dies trifft am Schwarzen Meer Georgien, Ukraine, Rumänien, Bulgarien sowie Russland und an der Ostsee ebenfalls Russland, Finnland, Estland, Lettland, Litauen und Polen. Israels Zugang zum Roten Meer führt über den Golf von Akaba, der durch die schmale Straße von Tiran mit dem eigentlichen Meer verbunden ist. Während der Nahostkriege wurde diese von Ägypten und Saudi-Arabien blockiert.